# Sultanate of Oman Television
Sultanate of Oman Television (arabo: تلفزيون سلطنة عمان) è l'ente televisivo pubblico dell'Oman. Trasmette dalla capitale Mascate in arabo e in inglese. Fa capo, insieme alla radio, alla Public Authority for Radio and TV of Oman.

## Storia
Sultanate of Oman Television fu fondata e iniziò a trasmettere dalla capitale Mascate il 17 novembre 1974 e da Salalah il 25 novembre 1975 con il canale Oman TV, in seguito divenuto Oman TV general.
Dal 1997 Sultanate of Oman Television trasmette i suoi programmi in streaming sul suo sito ufficiale.
Nel 2008 fu lanciata Oman TV Sport (arabo: قناة عمان الرياضية), una rete satellitare dedicata allo sport.
Nel 2015 l'ente radiotelevisivo omanita che gestisce la radio e la televisione pubblica fu interamente ammodernato. 
Il 31 dicembre Sayyid Taimour bin Asa’ad bin Tariq al-Said, Segretario generale aggiunto per la cooperazione internazionale presso il Consiglio di ricerca, 
inaugurò il nuovo complesso della Public Authority for Radio and Television (PART) a Madinat Al Ialam.
Il complesso comprende 4 studi per la produzione di film e serie tv, un centro per i notiziari e 3 altri studi per i programmi d'informazione e di attualità.
Nell'occasione fu lanciato anche il canale Oman TV Cultural, specializzato in programmi di cultura e didattici.
Sultanate of Oman Television gestisce un totale di 4 canali, che complessivamente trasmettono tutta la gamma di prodotti televisivi, dando principalmente risalto a notiziari, annunci governativi, programmi per bambini e documentari sulla natura.

## Servizi
- Oman TV General, canale generalista;
- Oman TV Mubashir, canale generalista;
- Oman TV Cultural, canale di cultura;
- Oman TV Sport, canale dedicato allo sport.[10]

## Ricezione
Sultanate of Oman Television
| Satellite          | Intelsat 19                                                | AsiaSat 15                                                 | Badr 8                                                     | Eutelsat 21B                                               | Arabsat 5C                                                 | Hotbird 13G                                                | Nilesat 201                                                | Hispasat 30W 6                                             | Galaxy 19                                                  |
| Posizione orbitale | 166.0º E                                                   | 100.5º E                                                   | 26.0º E                                                    | 21.5º E                                                    | 20.0º E                                                    | 13.0º E                                                    | 7.0º W                                                     | 30.0º W                                                    | 97.0º W                                                    |
| Canali             | Oman TV, Oman TV Sport, Oman TV Cultural, Oman TV Mubashir | Oman TV, Oman TV Sport, Oman TV Cultural, Oman TV Mubashir | Oman TV, Oman TV Sport, Oman TV Cultural, Oman TV Mubashir | Oman TV, Oman TV Sport, Oman TV Cultural, Oman TV Mubashir | Oman TV, Oman TV Sport, Oman TV Cultural, Oman TV Mubashir | Oman TV, Oman TV Sport, Oman TV Cultural, Oman TV Mubashir | Oman TV, Oman TV Sport, Oman TV Cultural, Oman TV Mubashir | Oman TV, Oman TV Sport, Oman TV Cultural, Oman TV Mubashir | Oman TV, Oman TV Sport, Oman TV Cultural, Oman TV Mubashir |
| Frequenza          | 12606                                                      | 4080                                                       | 12456                                                      | 11627                                                      | 3947                                                       | 12399                                                      | 12130                                                      | 12132                                                      | 12146                                                      |
| Polarizzazione     | Orizzontale                                                | Orizzontale                                                | Orizzontale                                                | Verticale                                                  | Laterale                                                   | Orizzontale                                                | Verticale                                                  | Orizzontale                                                | Verticale                                                  |
| SR                 | 30000                                                      | 30000                                                      | 27500                                                      | 14400                                                      | 27500                                                      | 29700                                                      | 27500                                                      | 27500                                                      | 22000                                                      |
| FEC                | 5/6                                                        | 5/6                                                        | 3/4                                                        | 3/5                                                        | 7/8                                                        | 2/3                                                        | 3/4                                                        | 3/4                                                        | 3/4                                                        |
| Modulazione        | 8PSK                                                       | 8PSK                                                       | 8PSK                                                       | 8PSK                                                       | 8PSK                                                       | 8PSK                                                       | 8PSK                                                       | 8PSK                                                       | 8PSK                                                       |

### Digitale terrestre
I canali di Sultanate of Oman Television sono diffusi in standard DVB-T HD.

### Streaming
I servizi di Sultanate of Oman Television sono disponibili in streaming.